# Лук крупноцветковый
Лук крупноцветко́вый (лат. Állium macránthum) — вид однодольных растений рода Лук (Allium) семейства Амариллисовые (Amaryllidaceae). Впервые описан британским ботаником Джоном Гилбертом Бейкером в 1874 году.

## Распространение и среда обитания
Встречается в Бутане, Индии (Сикким) и Китае (провинции Ганьсу, Шэньси, Сычуань, Юньнань и Тибетский автономный район).
Произрастает на влажных участках, на лугах, по берегам ручьёв.

## Ботаническое описание
Луковичный геофит.
Корни сравнительно короткие и толстые. Луковица одиночная, цилиндрической формы, с цельной перепончатой оболочкой. Листья примерно равные по длине стрелке.
Соцветие зонтичное, малоцветковое, рыхлое, цветки с колокольчатым околоцветником от красно-фиолетового до фиолетового цвета.
Цветёт и плодоносит с августа по октябрь.

## Синонимы
Синонимичные названия:
- Allium oviflorum Regel
- Allium simethis H.Lév.